# Yuji Funayama
Yuji Funayama (船山 祐二 Funayama Yuji?), född 19 januari 1985 i Chiba prefektur, är en japansk fotbollsspelare.
Funayama började sin karriär 2007 i Kashima Antlers. Efter Kashima Antlers spelade han för Cerezo Osaka, Montedio Yamagata, Avispa Fukuoka, Army United FC, Air Force Central FC och Tokyo Verdy. Med Kashima Antlers vann han japanska ligan 2007, 2008, 2009 och japanska cupen 2007, 2010. Han avslutade karriären 2016.